# Farum
Farum är en ort i Furesø kommun (t.o.m. 2006 i Farums kommun) i Danmark, nordväst om Köpenhamn. Orten har 19 967 invånare.  Namnet "Farum" består av fornnordiska "far" = "passage" och "rum" = "hem"/"plats". Namnet betyder alltså platsen vid passagen.
Stavnsholt i östra delen av orten var tidigare en självständig ort, men betraktas numera som en del av Farum.

## Kommunikationer
Mellan sjöarna Farum Sø och Furesø går en nord-sydlig trafikkorridor med motorväg, landsväg och järnväg. Denna delar orten till viss del i två delar, där korridoren endast kan passeras via broar över motorvägen. I östvästlig riktning går en väg mellan Birkerød och Lynge-Slangerup-Frederikssund.
Mellan Köpenhamn och Farum går järnvägen Hareskovbanen, med pendeltågstrafik (S-tåg).

## Sport
I Farum finns fotbollsarenan Right to Dream Park.

## Kultur
I Fredtofteparken i Farum finns skulpturparken Farum skulpturpark.